# Akcjonariusz
Akcjonariusz – wspólnik spółki akcyjnej lub spółki komandytowo-akcyjnej będący posiadaczem akcji wyemitowanych przez taką spółkę. Podmiot nabywający akcje spółki staje się jej akcjonariuszem. Akcjonariuszem może zostać osoba fizyczna, osoba prawna, jak również jednostka organizacyjna nieposiadająca osobowości prawnej (np. osobowa spółka handlowa). W spółce komandytowo-akcyjnej akcjonariusze są – obok komplementariuszy – jedną z dwóch kategorii wspólników i co do zasady pełnią w tej spółce funkcję bierną.
Za akcjonariusza – wobec spółki – uznaje się tylko taką osobę, która jest wpisana do księgi akcyjnej lub jest posiadaczem akcji na okaziciela.

## Uprawnienia akcjonariusza
Rozróżnia się dwie kategorie uprawnień akcjonariusza, tj. uprawnienia o charakterze majątkowym oraz uprawnienia o charakterze korporacyjnym. Do praw majątkowych zalicza się prawo do udziału w zysku rocznym spółki (wypłaty dywidendy), prawo poboru akcji nowej emisji, prawo do udziału w tzw. kwocie likwidacyjnej. Uprawnienia korporacyjne stanowią natomiast: prawo do uczestniczenia w walnym zgromadzeniu, prawo głosu, prawo do informacji, bierne prawo wyborcze do organów spółki, prawo do zaskarżania uchwał walnego zgromadzenia oraz prawo do wytaczania powództwa na rzecz spółki o naprawienie szkody.
Sposób wykonywania uprawnień zależy od rodzaju posiadanych akcji (akcje imienne bądź akcje na okaziciela).

### Prawa o charakterze majątkowym

#### Prawo do udziału w zysku
Prawo do udziału w zysku jest podstawowym prawem majątkowym akcjonariusza. Jest to równocześnie uprawnienie o charakterze bezwzględnym, które nie może zostać wyłączone statutem spółki. Akcjonariusz ma prawo do udziału w zysku spółki wykazanym w sprawozdaniu finansowym, zbadanym przez biegłego rewidenta. Prawo do udziału w zysku odnosi się do zysku, który został przeznaczony przez walne zgromadzenie do wypłaty akcjonariuszom. Z chwilą podjęcia przez walne zgromadzenie uchwały o przeznaczeniu zysku spółki do podziału, akcjonariusz nabywa roszczenie o wypłatę dywidendy.
Zysk rozdziela się, co do zasady, proporcjonalnie do liczby posiadanych akcji. Wyróżnia się dwa rodzaje akcji uprzywilejowanych ze względu na dywidendę – akcje uprzywilejowane zwykłe (akcjonariusz nie zostaje pozbawiony prawa głosu) oraz akcje nieme (akcjonariusz jest pozbawiony prawa głosu). Akcje uprzywilejowane zwykłe mogą przyznawać uprawnionemu dywidendę, która przewyższa nie więcej niż o połowę dywidendę wypłacaną akcjonariuszom posiadającym akcje nieuprzywilejowane. Ograniczenie to nie ma zastosowania do akcji niemych.

#### Prawo poboru akcji nowej emisji
Akcjonariusze mają pierwszeństwo objęcia akcji nowej emisji w trybie subskrypcji zamkniętej w stosunku do liczby akcji już posiadanych (prawo poboru). Celem tego uprawnienia jest zapewnienie dotychczasowym akcjonariuszom kontroli nad strukturą własnościową spółki.
Walne zgromadzenie spółki może uchwałą pozbawić akcjonariusza prawa poboru akcji w całości lub w części tylko w interesie spółki, przy czym interes spółki nie może być utożsamiany z interesem części, a nawet większości akcjonariuszy.

#### Prawo udziału w kwocie likwidacyjnej
Akcjonariusz ma prawo do udziału w majątku likwidowanej spółki pozostałym po zaspokojeniu lub zabezpieczeniu wierzycieli spółki.

### Prawa o charakterze korporacyjnym

#### Prawo do uczestniczenia w walnym zgromadzeniu
Akcje dają prawo do uczestniczenia w walnym zgromadzeniu spółki akcyjnej lub komandytowo-akcyjnej.

#### Prawo głosu
Co do zasady, akcjonariuszowi przysługuje prawo do jednego głosu na walnym zgromadzeniu. Prawo głosu oznacza uprawnienie do głosowania nad uchwałami podejmowanymi przez walne zgromadzenie. Statut spółki może uprzywilejować co do głosu akcje imienne, jednak jednej akcji nie można przyznać więcej niż 2 głosy. Przepis ustanawiający prawo do głosu ma charakter bezwzględnie obowiązujący, co oznacza, że statut spółki nie może pozbawiać akcjonariusza prawa głosu. Jedyną sytuacją, w której akcjonariuszowi nie przysługuje to uprawnienie, jest wyłączenie prawa głosu w tzw. akcjach niemych.

#### Prawo do informacji
Na żądanie akcjonariusza, podczas obrad walnego zgromadzenia zarząd ma obowiązek udzielić mu informacji dotyczących spółki, jeśli jest to uzasadnione dla oceny sprawy objętej porządkiem obrad. Akcjonariusz może także uzyskać informacje dotyczące spółki poza walnym zgromadzeniem. Powinien wówczas złożyć do zarządu spółki akcyjnej wniosek o udzielenie informacji.

#### Bierne prawo wyborcze do organów spółki
Członkami zarządu lub rady nadzorczej mogą być zarówno akcjonariusze, jak i osoby spoza ich grona. W przypadku powołania akcjonariusza do zarządu nie można mu udzielić pełnomocnictwa do głosowania na walnym zgromadzeniu.

#### Prawo do zaskarżania uchwał walnego zgromadzenia
Do zaskarżenia uchwały walnego zgromadzenia uprawniony jest akcjonariusz, który:
- głosował przeciwko uchwale, a po jej powzięciu zażądał zaprotokołowania sprzeciwu (wymóg głosowania nie dotyczy posiadacza akcji niemej),
- bezzasadnie nie został dopuszczony do udziału w walnym zgromadzeniu,
- nie był obecny na walnym zgromadzeniu w sytuacji, gdy zostało ono wadliwie zwołane lub uchwała nie była objęta porządkiem obrad.

Powództwo o uchylenie uchwały może zostać wytoczone jedynie wobec uchwał, które są sprzeczne ze statutem bądź dobrymi obyczajami i godzą w interes spółki lub mają na celu pokrzywdzenie akcjonariusza.

#### Prawo do wytaczania powództwa na rzecz spółki o naprawienie szkody
Jeżeli spółka nie wytoczy powództwa o naprawienie jej szkody w terminie roku od dnia ujawnienia czynu wyrządzającego szkodę, akcjonariusz może wnieść pozew o naprawienie szkody wyrządzonej spółce. Jest to działanie na rzecz spółki, jednak akcjonariusze występują we własnym imieniu.

## Obowiązki akcjonariusza
Obowiązki akcjonariusza mogą wynikać z mocy prawa, ze statutu spółki akcyjnej lub komandytowo-akcyjnej. Podstawowym obowiązkiem akcjonariusza wynikającym z mocy prawa jest wniesienie wkładu na kapitał zakładowy w celu pokrycia objętych akcji. Obowiązek ten powstaje w razie tworzenia nowej spółki lub objęcia akcji w podwyższonym kapitale zakładowym istniejącej spółki. Ponadto na posiadacza akcji imiennych może zostać nałożony obowiązek powtarzających się świadczeń niepieniężnych. Powinien on jednak zostać dokładnie określony w statucie spółki pod rygorem nieważności. Obowiązek powtarzających się świadczeń niepieniężnych jest realizowany za wynagrodzeniem. Akcje, z którymi związany jest obowiązek powtarzających się świadczeń niepieniężnych, mogą zostać przeniesione tylko za zgodą spółki. Spółka może odmówić zgody wyłącznie z ważnych powodów, do których należy zaliczyć m.in. sytuację, gdy nabywca nie jest w stanie należycie spełnić świadczenia (np. ze względu na brak umiejętności).

## Odpowiedzialność akcjonariusza za zobowiązania spółki
Akcjonariusz nie ponosi odpowiedzialności z majątku osobistego za zobowiązania spółki (odpowiedzialność osobista akcjonariusza jest zatem wyłączona). Ryzyko akcjonariusza ogranicza się więc do wysokości wkładu wniesionego na pokrycie objętych akcji.
Odpowiedzialność osobista akcjonariusza spółki akcyjnej nie zostaje jednak wyłączona w odniesieniu do zobowiązań spółki akcyjnej w organizacji. Za tego rodzaju zobowiązania odpowiada solidarnie spółka i osoby, które działały w jej imieniu, a także akcjonariusze – do wartości niewniesionego wkładu na pokrycie objętych akcji.
Również w przypadku spółki komandytowo-akcyjnej istnieją wyjątki, w których akcjonariusz ponosi taką odpowiedzialność osobistą. Pierwszą z takich sytuacji jest umieszczenie w firmie nazwiska albo firmy akcjonariusza. Uregulowanie takie ma na celu ochronę osoby trzeciej, która może oczekiwać, że osoba wskazana w brzmieniu firmy wykona zobowiązanie spółki, gdy ta nie będzie mogła sama zaspokoić roszczenia wierzyciela. Drugi wyjątek odnosi się do przypadku reprezentowania spółki przez akcjonariusza, który nie posiada umocowania lub przekracza zakres umocowania.